# Naoshima-Inseln

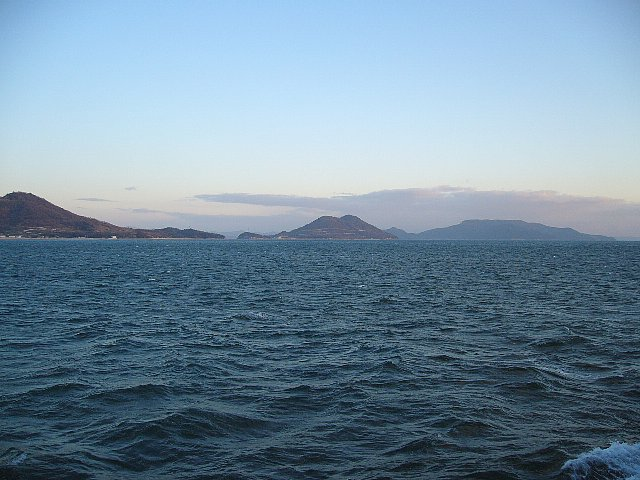
Naoshima-Inseln

Die Naoshima-Inseln (japanisch 直島諸島 Naoshima shotō) sind eine Inselgruppe in der japanischen Seto-Inlandsee, die innerhalb der Präfektur Kagawa liegt. Eine Ausnahme ist die Insel Ishima, deren Nordseite zur Präfektur Okayama gehört. Nur einige der größeren Inseln sind bewohnt.

## Liste der Naoshima-Inseln
| Insel           | Japanischer Name | Gemeinde         | Präfektur       | Fläche [km²] | Max. Höhe [m] | Einwohner (Zensus) | Beleg | Koordinaten (WGS 84)    |
| --------------- | ---------------- | ---------------- | --------------- | ------------ | ------------- | ------------------ | ----- | ----------------------- |
| Teshima         | 豊島             | Tonoshō          | Kagawa          | 14,49        | 339,6         | 782 (2020)         |       | 34.483° N, 134.067° O   |
| Naoshima        | 直島             | Naoshima         | Kagawa          | 7,8          | 122,9         | 3103 (2020)        |       | 34.458° N, 133.983° O   |
| Ishima          | 井島 bzw. 石島   | Tamano, Naoshima | Okayama, Kagawa | 2,64         | 156           | 54 (2020)          |       | 34.496° N, 134.016° O   |
| Odeshima        | 小豊島           | Tonoshō          | Kagawa          | 1,09         | 339,6         | 9 (2020)           |       | 34.477° N, 134.118° O   |
| Mukaejima       | 向島             | Naoshima         | Kagawa          | 0,76         | 80            | 17 (2010)          |       | 34.467° N, 134.003° O   |
| Kōjinjima       | 荒神島           | Naoshima         | Kagawa          | 0,65         | 89,7          | 0                  |       | 34.457° N, 133.962° O   |
| Kashiwajima     | 柏島             | Naoshima         | Kagawa          | 0,48         | 103,1         | 0                  |       | 34.439° N, 134.009° O   |
| Katsurashima    | 葛島             | Naoshima         | Kagawa          | 0,46         | 104,2         | 0                  |       | 34.473° N, 133.955° O   |
| Kyōnojōrōjima   | 京の上臈島       | Naoshima         | Kagawa          | 0,34         | 56,8          | 0                  |       | 34.491° N, 133.981° O   |
| Ushigakubijima  | 牛ケ首島         | Naoshima         | Kagawa          | 0,34         | 38.2          | 0 (2015)           |       | 34.508° N, 133.973° O   |
| Ejima           | 家島             | Naoshima         | Kagawa          | 0,33         | 75            | 0 (2005)           |       | 34.475° N, 133.996° O   |
| Tsubonejima     | 局島             | Naoshima         | Kagawa          | 0,25         | 75,8          | 0                  |       | 34.484° N, 133.992° O   |
| Terashima       | 寺島             | Naoshima         | Kagawa          | 0,23         | 84            | 0                  |       | 34.476° N, 133.974° O   |
| Kiheejima       | 喜兵衛島         | Naoshima         | Kagawa          | 0,17         | 45            | 0                  |       | 34.501° N, 133.977° O   |
| Yasunoshima     | 安野島           | Naoshima         | Kagawa          | 0,15         | –             | 0                  |       | 34.494° N, 133.973° O   |
| Byōbujima       | 屏風島           | Naoshima         | Kagawa          | 0,12         | 31            | 31 (2010)          |       | 34.499° N, 133.972° O   |
| Rokurōjima      | 六郎島           | Naoshima         | Kagawa          | 0,06         | –             | 0                  |       | 34.4768° N, 134.0011° O |
| Kineshima       | 杵島             | Naoshima         | Kagawa          | 0,03         | 20            | 0                  |       | 34.496° N, 133.975° O   |
| Odakashima      | 尾高島           | Naoshima         | Kagawa          | 0,03         | 21            | 0                  |       | 34.4503° N, 134.0156° O |
| Maruyamajima    | 丸山島           | Naoshima         | Kagawa          | 0,01         | –             | 0                  |       | 34.505° N, 133.9785° O  |
| Shimokarasujima | 下烏島           | Naoshima         | Kagawa          | 0,009        | –             | 0                  |       | 34.4867° N, 133.9641° O |
| Ageshima        | 揚島             | Naoshima         | Kagawa          | 0,005        | –             | 0                  |       | 34.4455° N, 133.9819° O |
| Nakayamajima    | 中山島           | Naoshima         | Kagawa          | 0,005        | –             | 0                  |       | 34.5041° N, 133.9747° O |
| Kamikarasujima  | 上烏島           | Naoshima         | Kagawa          | 0,003        | –             | 0                  |       | 34.4886° N, 133.9702° O |
| Hatagojima      | ハタゴ島         | Naoshima         | Kagawa          | 0,0025       | –             | 0                  |       | 34.5133° N, 133.9764° O |
| Hokakeishi      | 帆掛石           | Naoshima         | Kagawa          | 0,0007       | –             | 0                  |       | 34.4447° N, 133.9654° O |
| Matsushima      | 松島             | Naoshima         | Kagawa          | 0,0003       | –             | 0                  |       | 34.4866° N, 133.9719° O |